# Horbergbahn
| Horbergbahn          | Horbergbahn                              |
| -------------------- | ---------------------------------------- |
|                      |                                          |
| Standort:            | Schwendau, Österreich                    |
| Bauart:              | 8-MGD                                    |
| Baujahr:             | 2000                                     |
| Berg:                | Horberg                                  |
| Talstation:          | Schwendau , 620 m.                       |
| Bergstation:         | Horbergtal , 1645 m.                     |
| Höhendifferenz:      | 1025 m                                   |
| Streckenlänge:       | 3837 m                                   |
| Fahrdauer:           | 10,7 min                                 |
| Fahrgeschwindigkeit: | 6 m/s                                    |
| Anzahl der Gondeln:  | 126 Stk.                                 |
| Anzahl der Stützen:  | 24 Stk.                                  |
| Kapazität:           | 2600 Pers./Stunde                        |
| Hersteller:          | Doppelmayr                               |
| Betreiber:           | Mayrhofner Bergbahnen Aktiengesellschaft |
| Website:             | www.mayrhofner-bergbahnen.com            |
| Anmerkungen:         | Soll eine Mittelstation erhalten         |

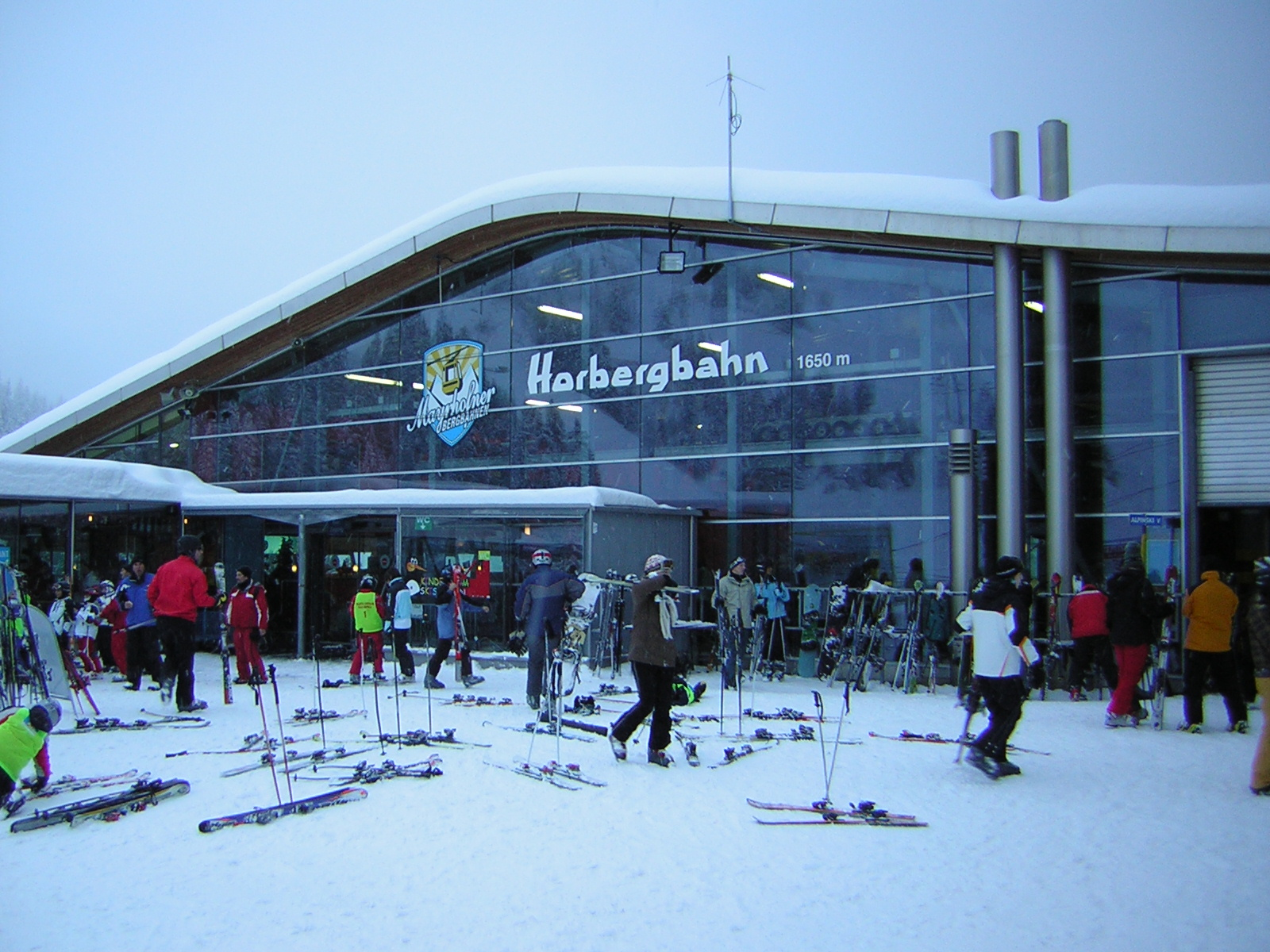
Die Bergstation der Horbergbahn

Die Horbergbahn ist eine knapp vier Kilometer lange Luftseilbahn in den Tuxer Alpen, die vom Talgrund des Zillertales in das Schigebiet Zillertal 3000 hinaufführt.

## Technische Daten
Bei der Horbergbahn handelt es sich um eine sogenannte Einseilumlaufbahn, mit deren Kabinen acht Personen befördert werden können. Die Talstation der Bahn befindet sich auf einer Höhe von 630 Meter, ihre Bergstation liegt 1656 Meter hoch. Über eine Mittelstation verfügt die Horbergbahn nicht. Die Distanz zwischen Tal- und Bergstation beträgt knapp 3840 Meter. An der steilsten Steigung weist sie dabei eine Neigung von 72 Prozent auf. Die max. Förderkapazität beträgt 2600 Personen pro Stunde.

## Talabfahrt
Es ist, seitens der Mayrhofner Bergbahnen auf Druck der Gemeinde Schwendau, geplant eine bestehende Skiroute zu 58 % in eine Skipiste mit Beschneiungsanlage umzubauen, dazu soll die Horbergbahn eine Mittelstation erhalten. Die Gemeinden Schwendau, Hippach und Mayrhofen, sowie der Tourismusverband Mayrhofen-Hippach fordern, dass die bestehende Skiroute bis zur Talstation der Horbergbahn zu einer Skipiste umgebaut wird. Josef Reiter, Vorstand der Mayrhofner Bergbahnen nennt gegen den Ausbau, dass das untere Stück der Skiroute eine Steigung von teilweise über 50 % aufweist und somit für ⅔ der Skifahrer nicht zu bewältigen sei, des Weiteren gebe es moralische Bedenken im Hinblick auf die Talabfahrt am Ahorn, an der es bereits Tote gab. Seitens des Bürgermeisters der Gemeinde Schwendau heißt es dazu: „Wenn Josef Reiter moralische Bedenken hat, soll er die Harakiri zusperren, die steilste Piste Österreichs.“. Außerdem wird Seitens der Gemeinde der Sicherheitsaspekt genannt, „Bei guten Schneeverhältnissen fahren auf der jetzigen Skiroute rund 2000 Wintersportler am Tag ins Tal. Und Tote gab es keine“.

## Geschichte
Die Horbergbahn verläuft auf einem Trassenabschnitt einer früheren Materialseilbahn. Diese 9,2 Kilometer lange Seilbahn diente dem Abtransport des im Magnesitbergwerk Tux abgebauten Materials und verlief über den Hoarberg bis nach Bühel, einem Ortsteil der Gemeinde Ramsau im Zillertal. Dort befand sich die an der Zillertalbahn gelegene Verladestation, mit der anschließend der Weitertransport des gewonnenen Magnesits erfolgte. Die Materialseilbahn war in den Jahren 1924 bis 1926 gebaut worden, verlor aber nach der im Jahr 1976 erfolgten Stilllegung des Magnesitbergwerks ihre Funktion und wurde später demontiert. Auf ihrer Trasse wurden im Jahr 1982 die erste Horbergbahn, eine 4-Personen-Einseilumlaufbahn, und im Jahr 2000 die derzeitige Horbergbahn, eine 8-Personen-EUB, errichtet. Zwischen deren Stützen sind heute noch die Fundamentreste der ehemaligen Materialseilbahn erkennbar.

## Bilder

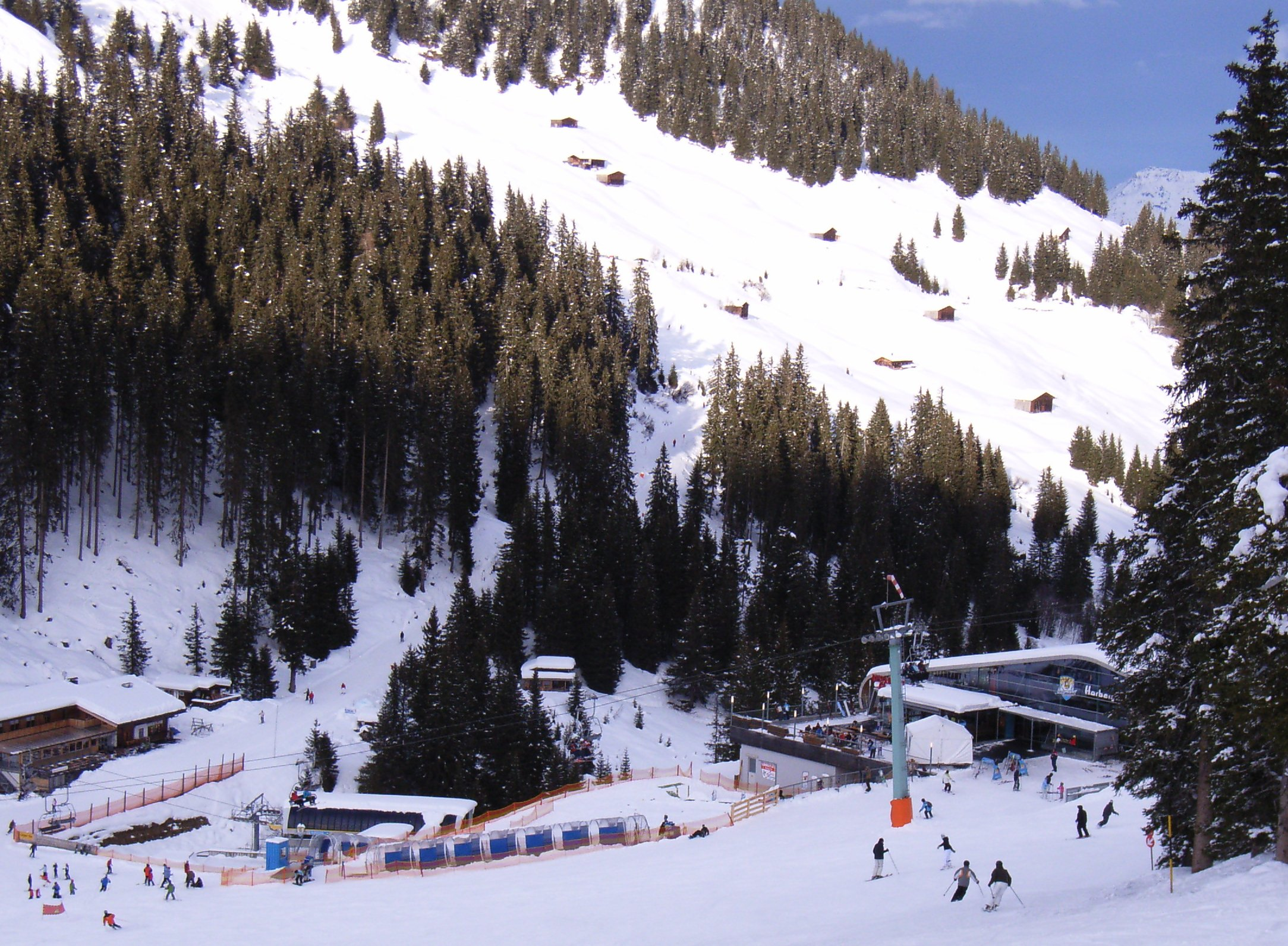
Die im Hoarbergtal gelegene Bergstation der Bahn